# Wysokie stanowisko państwowe
Wysokie stanowiska państwowe – zgodnie z uchyloną 24 marca 2009 ustawą z dnia 24 września 2006 o państwowym zasobie kadrowym i wysokich stanowiskach państwowych były to następujące kierownicze stanowiska państwowe:
1. kierownicy centralnych urzędów administracji rządowej i ich zastępcy,
2. prezesi agencji państwowych i ich zastępcy,
3. prezesi zarządów państwowych funduszy i ich zastępcy,
4. Prezes Narodowego Funduszu Zdrowia,
5. Sekretarz Rady Ministrów,
6. Główny Inspektor Audytu Wewnętrznego,
7. wojewódzcy lekarze weterynarii i ich zastępcy,
8. kierownicy państwowych jednostek organizacyjnych podlegli lub nadzorowani przez Prezesa Rady Ministrów lub właściwych ministrów i ich zastępcy,
9. dyrektorzy generalnych urzędów lub osoby na innym równoważnym stanowisku,
10. osoby kierujące departamentami lub komórkami równorzędnymi w ministerstwach i urzędach centralnych oraz urzędach obsługujących przewodniczących komitetów wchodzących w skład Rady Ministrów, Kancelarii Prezesa Rady Ministrów, urzędach wojewódzkich, państwowych jednostkach organizacyjnych.